# Raqnetta Qurbanzadə
Raqnetta Seyfulla qızı Qurbanzadə (ur. 1 czerwca 1995) – azerska zapaśniczka walcząca w stylu wolnym. Zajęła 25 miejsce na mistrzostwach świata w 2014. Piąta w Pucharze Świata w 2015. Wicemistrzyni świata juniorów w 2015, a trzecia w 2013 i 2014. Trzecia na ME juniorów w 2014 i 2015 roku.